# Slop (singolo)
Slop è un singolo del rapper canadese bbno$, pubblicato dalla Universal Music Group il 18 ottobre 2019 come secondo estratto dal terzo album in studio I Don't Care at All.

## Tracce
Testi e musiche di Alexander Leon Gumuchian, Ari Starace.
1. Slop – 2:46

## Video musicale
Il video musicale, diretto dal rapper stesso, è stato pubblicato il 23 ottobre 2019 sul suo canale YouTube.